# Lakovodni reaktor
Lakovodni reaktor ili reaktor s hlađenjem na običnu vodu (eng. Light Water Reactor - LWR) je vrsta nuklearnog reaktora koja koristi običnu demineraliziranu vodu za hlađenje i usporivač neutrona (moderator). Više od polovine nuklearnih elektrana koje su još u pogonu imaju lakovodni reaktor. Temelj današnje nuklearne energetike čine lakovodni reaktori (takav tip reaktora ima i Nuklearna elektrana Krško).
Dva su podtipa reaktora s običnom vodom LWR ili lakovodnih reaktora:
- tlačni reaktor ili reaktor s vodom pod tlakom (eng. Pressurized Water Reactor - PWR).
- kipući reaktor ili reaktor s ključajućom vodom (eng. Boiling Water Reactor - BWR).

U bivšem Sovjetskom Savezu građena je serija tlačnih reaktora s kraticom VVER reaktor (rus. vodo-vodnoj energetičeskij) sa snagama do 1000 MW. Kao nuklearno gorivo se koristi malo obogaćeni uranijev dioksid (UO2). Danas je u pogonu oko 50 reaktora ovakvog ruskog tipa (Nuklearna elektrana Paks).

## Tlačni reaktor
Tlačni reaktor ili reaktor s vodom pod tlakom PWR koristi običnu vodu u nuklearnom reaktoru kao rashladno sredstvo, koje je istovremeno i moderator (usporivač neutrona), a nalazi se pod visokim tlakom od približno 155 bar, što omogućava njegovu visoku radnu temperaturu bez promjene agregatnog stanja. Rashladno sredstvo iz reaktora prolazi kroz parogenerator, predajući toplinu vodi sekundarnog kruga, koja zbog nižeg tlaka u sekundarnom krugu isparava. Para odlazi u parnu turbinu, a ohlađena voda primarnog kruga natrag u reaktor. Današnji tlačni reaktori PWR imaju od dva do četiri rashladna kruga s pripadajućim parogeneratorima, ali ruska verzija (VVER-440) ih ima čak šest. 
Tlačni reaktor najrašireniji je tip reaktora II. generacije koja započinje 1977. Više od polovine nuklearnih elektrana koje su još u pogonu imaju tlačni reaktor, a kao gorivo koriste obogaćeni uranij. Rashladna voda (primarni rashladni krug) u reaktorskoj posudi pod većim je tlakom od zasićenoga parnoga tlaka pri najvišoj radnoj temperaturi. Stoga se reaktorsko hladilo u reaktorskoj posudi ne može pretvoriti u paru. Do pretvaranja vode u paru dolazi tek u parogeneratoru (sekundarni rashladni krug), gdje je velik broj tankih cijevi. Snažne primarne pumpe tjeraju kroz njih rashladni medij, a on svoju toplinu šalje sekundarnom rashladnom mediju, koji kruži oko cijevi parogeneratora. Zbog zagrijavanja sekundarni se rashladni medij pretvara u paru. Ta para pokreće parnu turbinu, a nakon završetka rada kondenzira se u kondenzatoru i potom se vraća u parogenerator.
Kod tlačnih reaktora PWR primarni i sekundarni rashladni krug su odvojeni. Kod ovog tipa reaktora rashladni medij, koji je istovremeno i moderator, nalazi se pod visokim tlakom od približno 155 bara, što omogućava njegovu visoku radnu temperaturu bez promjene agregatnog stanja. Par stotina tlačnih reaktora razvijeno je i koristi se u vojne svrhe, primjerice u nosača zrakoplova, nuklearnih podmornica i ledolomaca. Tlačni reaktor prvotno je razvijen u Oak Ridge National Laboratoryju (SAD) za pogon nuklearnih podmornica. Tlačni reaktori najrašireniji su tip reaktora u svijetu; njih više od 230 se koristi za proizvodnju električne energije, a nekoliko stotina za pogon nuklearnih podmornica, u koju svrhu su izvorno i bili dizajnirani. Hrvatskoslovenska nuklearna elektrana Krško, jedina u nas, također je ovog tipa.

### Kipući reaktor
Kipući reaktor ili reaktor s ključajućom vodom BWR ima rashladno sredstvo na nižem tlaku (70 bar) od PWR, što omogućava ključanje vode unutar reaktorske posude tako da para, nakon prolaska kroz separatore vlage i sušionike pare, direktno odlazi u parnu turbinu. S obzirom na to da para nastaje u reaktoru, sekundarni krug i parogeneratori nisu potrebni, što je pozitivno sa sigurnosnog gledišta. Nadalje, ako u BWR reaktoru prestanu raditi cirkulacijske pumpe, tada se zbog povećanog udjela pare unutar posude povećava prirodna cirkulacija i dovoljna je za odvod ostatne topline. Uz to povećanje snage reaktora povećava udio pare, što smanjuje moderaciju, a to za posljedicu ima smanjenje snage (reaktor ima samoregulacijsko svojstvo). Protok rashladne tekućine kroz BWR jezgru niži je nego kod PWR jezgre, zbog visoke topline isparavanja vode. Približno 15% vode ispari prilikom prolaska kroz jezgru. Uz to nejednolika aksijalna raspodjela gustoće moderatora uzrokuje aksijalnu ovisnost snage (snaga je veća u donjem dijelu jezgre), te je nužna regulacija rada kontrolnim štapovima. Kontrolni štapovi ulaze u jezgru s donje strane, za razliku od PWR gdje se nalaze iznad jezgre reaktora. Loša osobina je i da slabo radioaktivna para zagađuje radioaktivno turbinu. Niži radni tlak zahtijeva manju debljinu stijenke reaktorske posude, ali je sama posuda većih dimenzija, odnosno mase.

## Dijelovi lakovodnih reaktora
Glavni dijelovi jezgre nuklearnog reaktora su nuklearno gorivo (u obliku gorivnih šipki ili štapova), moderator (usporivač neutrona), rashladno sredstvo, te apsorpcijski materijali. Glavna razlika pojedinih tipova reaktora ovisi o izboru materijala tih komponenata.

### Nuklearno gorivo
Osim obogaćenja, nuklearni reaktori se razlikuju i po gorivu koje koriste. Nuklearno gorivo je najčešće u obliku oksida, bilo UO2 ili MOX. Ranije se upotrebljavao metalni uranij. Prednost metalnog goriva u odnosu na oksidno je bolja toplinska vodljivost, ali ima niže talište. Manje uobičajeni oblici goriva su keramičko gorivo, te goriva u obliku uranijevog nitrida (UN) i uranijevog karbida (UC). Prednost nitridnog goriva u odnosu na klasično je veća toplinska vodljivost i viša temperatura taljenja. Danas se upotreba UC goriva razmatra u izvedbi mikro čestica goriva (TRISO čestice) za IV. generaciju VHTR reaktora. UC gorivo također karakterizira visoka toplinska vodljivost i visoka temperatura taljenja.

#### UO2nuklearno gorivo
Uranijev dioksid UO2, nastao pretvorbom (konverzijom) iz uranijevog heksafluorida UF6, oblikuje se u tablete koje se kasnije slažu u veće cjeline: gorivne štapove i gorivne elemente. Košuljica gorivnog štapa izrađena je od materijala koji slabo apsorbira neutrone, ima dobru toplinsku vodljivost, otporan je na koroziju i na radijacijsko oštećenje. Westinghouse danas koristi leguru na bazi cirkonija (više od 98%) nazvanu Zirlo, a Areva leguru imena M5. Gorivni štapovi tlačnih reaktora (PWR) slažu se u matrice 15 × 15, 16 × 16 ili 17 × 17, pri čemu su neka mjesta prazna za instrumentacijsku vodilicu i vodilice kontrolnih štapova. Aktivna duljina gorivnog štapa je od 3 658 do 4 267 mm. Između tablete i košuljice se nalazi razmak ili zazor, ispunjen helijem na nižem tlaku od rashladnog sredstva. Iznad gornje tablete nalazi se plenum, u kojem se također nakupljaju plinoviti fisijski produkti, oslobođeni iz goriva i helij nastao uhvatom neutrona u IFBA-i.
Gorivni elementi za kipuće reaktore (BWR) reaktore su drugačiji od onih za PWR. Rešetka je 8 × 8 ili 9 × 9, tako da BWR ima značajno više gorivnih (800) elemenata nego PWR.
Tlačni teškovodni reaktori ili CANDU gorivni element cilindričnog je oblika duljine 500 mm i promjera 100 mm. Reaktori ovog tipa koriste gorivo u formi oksida, ali je uranij slabo obogaćen ili je čak prirodni. Postoje dvije vrsta goriva: standardni CANDU gorivni element s 37 gorivnih štapova i napredni CANFLEX s 43 štapa (35 manjeg promjera i 8 većeg).

#### MOX gorivo
MOX (engl. Mixed Oxide Fuel) gorivo se sastoji UO2 (tipičnog obogaćenja 0,25% uranija-235; dakle, radi se o osiromašenom uraniju) i PuO2 s različitim težinskim udjelom plutonijevih izotopa. Plutonij koji se koristi za MOX gorivo može biti dobiven iz rashodovanog nuklearnog naoružanja ili dobiven preradom istrošenog goriva (reprocesiranjem). U prvom slučaju udio fisilnih izotopa plutonija iznosi 93% (samo plutonij-239), a u drugom 70% (plutonij-239 i plutonij-241). Udio MOX elemenata u jezgri ne prelazi 50%, a obogaćenje je tipično 5,5% fisilnog plutonija, što pokazuje da je najveći udio u MOX-u uranija-238.

#### Ostale vrste nuklearnog goriva
Osim TRISO goriva, za koje se pretpostavlja upotreba u PBR-u (engl. Pebble Bed Reactor), predviđa se njegova upotreba zajedno s QUADRISO gorivom u GTMHR (engl. Gas Turbine Modular Helium Reactor). Gorivni elementi za ruske RBMK reaktore (reaktor hlađen vodom i moderiran grafitom ) dugački su 3 metra, a gorivo je u obliku 2,4% obogaćenog uranijevog dioksida. Dva gorivna elementa stavljaju se unutar jedne tlačne cijevi.

### Usporivač neutrona ili moderator
| Usporivač neutrona  | Nuklearni reaktori | Konstrukcija      | Država                                                                                  |
| ------------------- | ------------------ | ----------------- | --------------------------------------------------------------------------------------- |
| bez (brzi neutroni) | 1                  | BN-600            | Rusija (1)                                                                              |
| grafit              | 29                 | AGR, Magnox, RBMK | Ujedinjeno Kraljevstvo (18), Rusija (11)                                                |
| teška voda          | 29                 | CANDU             | Kanada (17), Južna Koreja (4), Rumunjska (2), Kina (2), Indija (2), Argentina, Pakistan |
| laka (obična) voda  | 359                | PWR, BWR          | 27 država                                                                               |

Usporivač neutrona ili moderator je kemijska tvar koja se koristi u nuklearnim reaktorima, a služi da uspori brze neutrone, koji time postaju spori (termički) neutroni i mogu održavati kontroliranu nuklearnu lančanu reakciju nuklearnog goriva, u kojem ima uranija-235. Mehanizam usporavanja se u osnovi svodi na elastične sudare neutrona s jezgrama atoma usporivača neutrona, pa se proces dobrim dijelom može tretirati zakonima klasične mehanike.
Danas se kao usporivač neutrona uglavnom koristi obična pročišćena voda (oko 75% svjetskih nuklearnih reaktora), kruti grafit (20% svjetskih reaktora) i teška voda (5% svjetskih reaktora). Ispituje se upotreba berilija i nekih ugljikovodika.

### Rashladno sredstvo u nukleanim elektranama
Rashladno sredstvo u nuklearnim elektranama služi za prijenos toplinske energije od nuklearnog goriva do parne turbine, bilo direktno ili posredno. Rashladno sredstvo može biti tekućina ili plin. U termičkim reaktorima najčešće se upotrebljavaju voda, teška voda, ugljikov dioksid i helij, dok se u brzim oplodnim reaktorima koriste tekući metali (na primjer tekući natrij u Phoenix reaktoru). Uvede li se podjela reaktora prema korištenom rashladnom sredstvu, reaktori se dijele na plinom hlađene reaktore (GCR – Gas Cooled Reactor), lakovodne reaktore (LWR – Light Water Reactor) i teškovodne reaktore (HWR – Heavy Water Reactor). U lakovodnim reaktorima rashladno sredstvo je ujedno i moderator (usporivač neutrona) ,što je moguće i u HWR-u, ali je skupo, a u GCR-u nemoguće, jer plin ima premalu gustoću, pa se zbog toga za moderaciju koristi grafit. Rashladno sredstvo mogu biti rastaljene soli, te tekući metali (olovo, natrij i legura olovo-bizmut).
Zaključno, prema rashladnom sredstvu reaktori se dijele na:
- vodom hlađene reaktore ili lakovodni reaktori;
  - tlačni reaktori ili reaktori s vodom pod tlakom (PWR – Pressurized Water Reactor i VVER – ruska verzija PWR-a),
  - kipući reaktori ili reaktori s ključajućom vodom (BWR),
  - tlačni teškovodni reaktori ili reaktori hlađeni i moderirani teškom vodom (HWR – Heavy Water Reactor),
- tekućim metalom hlađene reaktore;
  - natrijem hlađeni reaktor,
  - olovom hlađeni reaktor,
  - olovo-bizmut hlađeni reaktor,
- plinom hlađene reaktore;
- reaktore s rastaljenim solima.

### Kontrolni štapovi
Kontrolni štapovi su štapovi koji se nalaze u nuklearnom reaktoru, a napravljeni su od materijala koji apsorbiraju neutrone. Kontrolnim šipkama regulira se razina snage reaktora i rad reaktora. Tako na primjer, Nuklearna elektrana Krško ima kontrolne štapove koji su smješteni u 33 gorivna elementa, a dijele se na zaustavne (jedna grupa) i regulacijske (četiri grupe). Apsorpcijski materijal je legura Ag-In-Cd, a košuljica je od nehrđajućeg čelika.

### Reaktorska posuda
Reaktorska posuda sadrži jezgru nuklearnog reaktora i vodu (rashladno sredstvo i moderator pod tlakom). Napravljena je od ugljičnog čelika s dodacima molibdena i mangana zbog povećanja čvrstoće i žilavosti, a unutrašnjost je presvučena slojem nehrđajućeg čelika zbog sprječavanja korozije. Uloge reaktorske posude vezane s radom reaktora su: podržavanje i učvršćivanje gorivnih elemenata, vođenje rashladnog fluida kroz jezgru, vođenje i učvršćivanje kontrolnih štapova, vođenje neutronskih detektora u jezgri. Da bi to bilo moguće, u unutrašnjost reaktorske posude ovjesi se posebna cilindrična posuda manjeg promjera sastavljena iz dva dijela. Gornji dio služi kao vodilica kontrolnih štapova, a u donji se smještaju nuklearni gorivni elementi. Otvor za ulaz rashladne vode u reaktor nalazi se iznad jezgre, pa fluid nakon ulaska u reaktor struji prema dolje u prostoru između reaktorske posude i unutarnje posude, sve dok ne dođe ispod donjeg nivoa jezgre. Tada se tok fluida usmjerava prema gore kroz jezgru paralelno s gorivnim štapovima, a nakon toga prema izlaznom otvoru. Reaktorska posuda obično ima po dva ulazna i izlazna otvora. Kontrolni štapovi ulaze u jezgru s gornje strane, a neutronski detektori s donje strane. Vanjski promjer reaktorske posude kod Nuklearne elektrane Krško je 3,69 metara, visina 11,9 metara, debljina stijenke 168 milimetara, a masa prazne posude 327 tona. 
Tokom rada reaktora dio neutrona i gama zraka bježi iz jezgre i bombardira reaktorsku posudu uzrokujući radijacijsko oštećenje tj. smanjuje žilavost materijala i time skraćuje radni vijek elektrane. Da bi se smanjilo ozračivanje reaktorske posude, promijenjena je i shema zamjene goriva, te se sada svježe gorivo stavlja bliže centru. Iako bi nuklearna elektrana Krško trebala prestati s radom 2023., očekuje se da će u slučaju zadovoljavajućeg stanja reaktorske posude, taj radni vijek biti produljen. 